# Dolors Solà i Oms
Dolors Solà i Oms és una pedagoga de Perpinyà (Catalunya del Nord). Treballà com a professora d'ensenyament secundari a l'escola pública francesa, on desenvolupa una tasca intensa i eficaç en pro de l'escola catalana, que abraça des de la incentivació i promoció de classes de català fins a la formació de mestres i l'elaboració de materials didàctics. Fou una de les impulsores de la Universitat Catalana d'Estiu de Prada des del 1968 i és consellera pedagògica del Centre Departamental Documentació Pedagògica i del Casal Jaume I de Perpinyà.
És considerada l'ànima de la introducció del català al sistema educatiu francès i li han merescut de ser punt de referència i encarregada del català per part de la Inspecció Acadèmica del Departament dels Pirineus Orientals, per a qui elaborà el 1995 l'enquesta sobre l'ús i aprenentatge de la llengua a les escoles. El 2001 va rebre el Premi d'Actuació Cívica de la Fundació Lluís Carulla.

## Obres
- Ara i aquí. Curs de català àudio-visual amb Miquela Vaills i Joan Lluís Vaills, CREC, Terra Nostra, Prada.
- L'enquesta del 1995 sobre l'ensenyament bilingüe a les maternals
- Balanç: la situació de l'ensenyament bilingüe francès-català al Pirineu Oriental: maternal, primari i secundari, 1998-1999, ensenyament públic